# DPYSL2
DPYSL2 (англ. Dihydropyrimidinase like 2) — білок, який кодується однойменним геном, розташованим у людей на короткому плечі 8-ї хромосоми. Довжина поліпептидного ланцюга білка становить 572 амінокислот, а молекулярна маса — 62 294.
| 10         |  | 20         |  | 30         |  | 40         |  | 50         |
| ---------- |  | ---------- |  | ---------- |  | ---------- |  | ---------- |
| MSYQGKKNIP |  | RITSDRLLIK |  | GGKIVNDDQS |  | FYADIYMEDG |  | LIKQIGENLI |
| VPGGVKTIEA |  | HSRMVIPGGI |  | DVHTRFQMPD |  | QGMTSADDFF |  | QGTKAALAGG |
| TTMIIDHVVP |  | EPGTSLLAAF |  | DQWREWADSK |  | SCCDYSLHVD |  | ISEWHKGIQE |
| EMEALVKDHG |  | VNSFLVYMAF |  | KDRFQLTDCQ |  | IYEVLSVIRD |  | IGAIAQVHAE |
| NGDIIAEEQQ |  | RILDLGITGP |  | EGHVLSRPEE |  | VEAEAVNRAI |  | TIANQTNCPL |
| YITKVMSKSS |  | AEVIAQARKK |  | GTVVYGEPIT |  | ASLGTDGSHY |  | WSKNWAKAAA |
| FVTSPPLSPD |  | PTTPDFLNSL |  | LSCGDLQVTG |  | SAHCTFNTAQ |  | KAVGKDNFTL |
| IPEGTNGTEE |  | RMSVIWDKAV |  | VTGKMDENQF |  | VAVTSTNAAK |  | VFNLYPRKGR |
| IAVGSDADLV |  | IWDPDSVKTI |  | SAKTHNSSLE |  | YNIFEGMECR |  | GSPLVVISQG |
| KIVLEDGTLH |  | VTEGSGRYIP |  | RKPFPDFVYK |  | RIKARSRLAE |  | LRGVPRGLYD |
| GPVCEVSVTP |  | KTVTPASSAK |  | TSPAKQQAPP |  | VRNLHQSGFS |  | LSGAQIDDNI |
| PRRTTQRIVA |  | PPGGRANITS |  | LG         |  |            |  |            |

A: Аланін

C: Цистеїн

D: Аспарагінова кислота

E: Глутамінова кислота

F: Фенілаланін

G: Гліцин

H: Гістидин

I: Ізолейцин

K: Лізин

L: Лейцин

M: Метіонін

N: Аспарагін

P: Пролін

Q: Глутамін

R: Аргінін

S: Серин

T: Треонін

V: Валін

W: Триптофан

Задіяний у таких біологічних процесах як диференціація нейронів, нейрогенез.

## Локалізація та фізіологія
Локалізований у цитоплазмі, цитоскелеті, мембрані.
У центральній нервовій системі цей білок сконцентровано в синаптичних терміналях та аксонах.
Білок DPYSL2 був описаний як фактор, що задає напрям росту відростків нейронів. Штучне збільшення кількості DPYSL2 приводить до посилення росту дендритів, а в нейронах гіпокампа — стимулює появу кальцієвих каналів. Також він регулює ріст аксона шляхом посилення збирання мікротрубочок, транспорту везикул.
Серед функцій DPYSL2 — роль у синаптичній передачі.
При диференціації нейронних стовбурових клітин у нейрони в макаки-крабоїда збільшується кількість DPYSL2. Цей білок виступав раннім регулятором нейронної диференціації, що забезпечувалася кістковим морфогенетичним білком BMP4. Активація BMP4 веде до пригнічення експресії DPYSL2, а також до переведення стовбурових клітин у стан спокою.

## Медичне значення
Білок пов'язують з багатьма нейрологічними розладами, як наприклад з депресією у хворих на шизофренцію. Надлишкове фосфорилювання білка DPYSL2 може викликати апоптоз нейрона за умов розвитку хвороби Альцгеймера. При вимиканні гена DPYSL2 в клітинах, що поділяються, спостерігали порушення в зірчастих мікротрубочках під час анафази мітозу разом зі зміненим положенням веретена поділу. Відсутність функціонального білка DPYSL2 може призводити до вад розвитку нервової системи, зокрема порушень росту аксона та галуження нервових відростків.